# Stevrek, Tărgoviște
Stevrek (în bulgară Стеврек) este un sat în comuna Antonovo, regiunea Tărgoviște,  Bulgaria. 

## Demografie
Componența etnică a satului Stevrek
     Bulgari (21,72%)
     Turci (78,03%)
     Nicio identificare (0,23%)
     Altele (0%)
La recensământul din 2011, populația satului Stevrek era de 428 locuitori. Din punct de vedere etnic, majoritatea locuitorilor (78,03%) erau turci, cu o minoritate de bulgari (21,72%). Pentru 0,23% din locuitori nu este cunoscută apartenența etnică.